# Anticuerpos antifosfolípidos

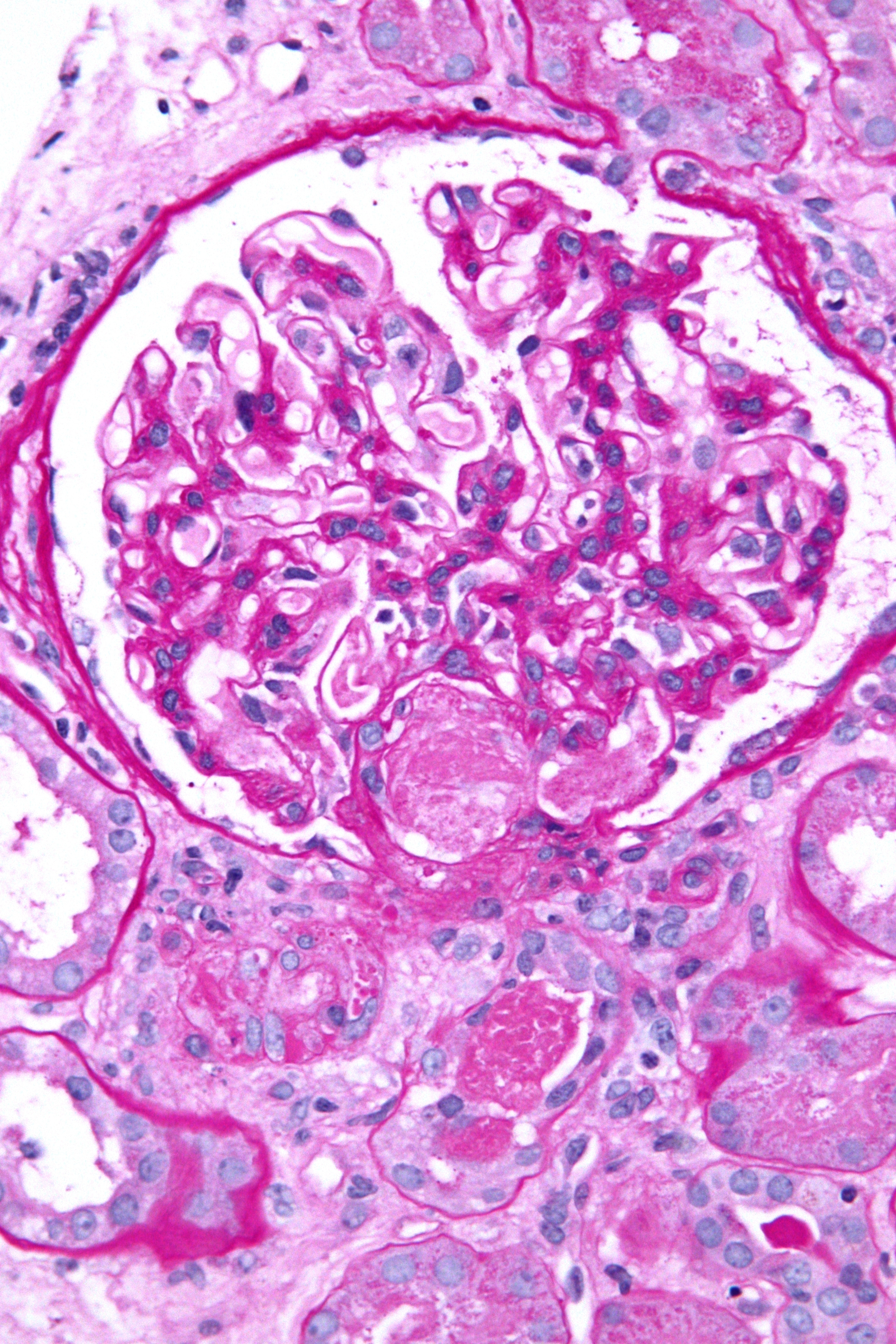
Un glomérulo renal afectado por una microangiopatía trombótica. Una posible causa es la presencia de anticuerpos antifosfolípidos

Los anticuerpos antifosfolípidos también conocidos como aFL o aPL por sus siglas en castellano y en inglés respectivamente, son un grupo heterogéneo de autoanticuerpos de tipo IgG, IgM e IgA dirigidos contra diferentes tipos de fosfolípidos y proteínas de unión a fosfolípidos. Estos anticuerpos suelen dividirse para su estudio en anticuerpos anticardiolipinas y anticoagulante lúpico. Suelen aparecer en varias patologías autoinmunes tales como en el lupus eritematoso sistémico, enfermedad mixta del tejido conectivo, vasculitis sistémica, lupus discoide, síndrome de Behçet, poliarteritis nodosa, etc.; y la demostración de su presencia forma uno de los criterios diagnósticos del síndrome antifosfolípidos.

## Historia
La primera referencia sobre anticuerpos antifosfolípidos data del año 1952, cuando Moore y Mohr describen un grupo de pacientes con lupus eritematoso sistémico (LES) que presentaban persistentes resultados falsos positivos en la prueba de VDRL para sífilis. Esta prueba está basada en la reacción de los anticuerpos del paciente contra cardiolipinas, un compuesto que forma parte de las membranas de las mitocondrias y que por aquellos tiempos era extraído del corazón de ganado vacuno. En el mismo año, Conley y Hartmann, describen dos pacientes con LES que presentan un inhibidor de la coagulación en suero. A partir de ese momento comenzó a comprenderse que estos anticoagulantes podían inhibir los ensayos de coagulación in vitro; pero no actuando específicamente sobre los factores de coagulación en forma individual, de modo que no estaban relacionados con hemorragias espontáneas, a menos que hubiera otra coagulopatía presente. En 1972 Feinstein y Rapaport introducen el término Anticoagulante Lúpico (AL), para describir este fenómeno. Sin embargo la relación entre este factor anticoagulante en el LES y la trombosis fue notada por primera vez recién en 1963, y no fue presuntivamente establecida hasta 1980. La asociación entre el ACL y los test con resultados falsos positivos para sífilis condujo al desarrollo de un inmunoensayo cuantitativo para aCL y el establecimiento de la relación entre los aCL y la trombosis. Un tiempo después las pacientes que presentaban una combinación de trombosis con pérdidas de embarazo empezaron a ser diagnosticadas con el novedoso diagnóstico de "síndrome anticardiolipinas", que luego fue renombrado a síndrome antifosfolípidos. A pesar de haber sido inicialmente descrito en pacientes con LES, el síndrome antifosfolípidos pronto fue reconocido como una entidad independiente. Esto condujo a la nueva clasificación de SAFL primario o secundario. A pesar de que muchos investigadores demostraron un interés temprano en las investigaciones no había consenso claro para establecer que pacientes podían ser incluidos en los estudios. Este criterio se definió en un congreso del año 1999 y es actualmente conocido como "criterio de Sapporo". Criterio que fue revisado en un congreso realizado en la ciudad de Sídney, Australia en 2004, conocido luego como "criterio de Sydney" y publicado en 2006. Durante este congreso se decidió además incluir en los ensayos de laboratorio a la detección de anticuerpo anti-β2-glicoproteína I.

## Naturaleza y clasificación
| aFL aniónicos                       |
| Cardiolipina                        |
| Fosfatidilserina                    |
| Ácido fosfatídico                   |
| Fosfatidilinositol                  |
| aFL neutros                         |
| Fosfatidilcolinia                   |
| aFL zwiteriónicos                   |
| Fosfatidiletanolamina               |
| Antiproteínas de unión a FL         |
| β2 GPI                              |
| Protrombina                         |
| Anexina V                           |
| Proteína C                          |
| Proteína S                          |
| Quininógenos de bajo peso molecular |
| Quininógenos de alto peso molecular |

El término 'antifosfolípidos' (aFL) refiere en realidad a una heterogénea familia de inmunoglobulinas IgG, IgM, IgA (o una combinación de estos isotipos), con muy amplias especificidades que originalmente se pensó que estaban dirigidas contra algunos de los fosfolípidos aniónicos de las membranas celulares tales como la cardiolipina, fosfatidilcolina fosfatidilserina, y fosfatidilinositol. Con el correr de los años y ante el peso de la evidencia este concepto luego tuvo que ser revisado para incluir otras especificidades entre las que se cuentan, otros tipos de fosfolípidos, algunos complejos proteína-fosfolípido e incluso algunas cofactores proteicos sin estar unidos a fosfolípidos.
La clasificación tradicional que los divide en anticuerpos anticardiolipinas y anticoagulante lúpico es en realidad artificial, basada a la técnica de detección empleada, pues puede ocurrir que un mismo anticuerpo produzca ambas reacciones. Los anticuerpos anticardiolipinas se detectan por inmunoensayos en fase sólida (ELISA) donde parte del antígeno inmovilizado es cardiolipina, mientras que el anticoagulante lúpico se detecta por su capacidad de alterar las pruebas funcionales de coagulación utilizadas en laboratorio donde intervienen fosfolípidos tales como el aPTT y el dRVVT. Un ejemplo de anticuerpos que puede presentar ambas actividades es el anti β2 glicoproteína I.

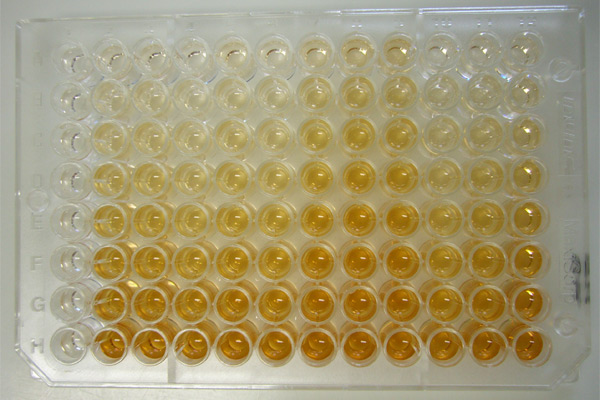
Los anticuerpos anticardiolipinas se detectan por diferentes técnicas de ELISA

Los anticuerpos aFL reconocen fosfolípidos, ya sea solos, unidos a proteínas plasmáticas que funcionan como cofactores, o a los cofactores mismos. Los aFL llevan un largo tiempo siendo descritos en la literatura sobre enfermedades autoinmunes tales como el LES, pero también pueden ser encontrados en otras situaciones clínicas tales como infecciones, cáncer y en reacción a la administración de ciertas drogas y medicamentos. Su presencia persistente puede ser asociada a complicaciones trombóticas arteriales o venosas y abortos espontáneos recurrentes, definiendo de esta forma lo que se conoce como síndrome antifosfolípidos (SAF).

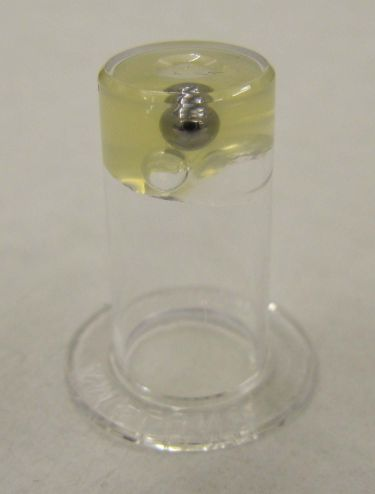
Los anticoagulantes lúpicos se detectan por algunas técnicas de coagulación en la que intervienen fosfolípidos, tales como el aPTT

La heterogeneidad de los aFL hace necesario tener una profunda comprensión del enfoque de laboratorio utilizado. La detección de los anticoagulantes lúpicos descansa en la demostración de un aumento en los tiempos obtenidos por pruebas de coagulación dependientes de fosfolípidos. Entre los anticuerpos antifosfolípidos detectados por ELISA, los más frecuentemente investigados son los de tipo anticardolipinas IgG. Y entre ellos los anti β2Glicoproteína I son los que presentan una mayor asociación con un historial de trombosis, por lo que actualmente son sistemáticamente incluidos en el diagnóstico de laboratorio de SAF. Los ensayos ELISA utilizados para anticardiolipinas y anti β2Glicoproteína I no se encuentran totalmente estandarizados, por lo que un gran número de parámetros metodológicos influyen en las discrepancias de los resultados interlaboratorios. La importancia clínica de otros anticuerpos antifosfolípidos tales como los antifosfatidiletanolamina, antiprotrombina o antianexina V todavía no está bien definida.
A pesar de que la evidencia del rol patofisiológico de los anticuerpos antifosfolípidos es todavía escasa, se ha hipotetizado que los anticuerpos contra las proteínas de unión a fosfolípidos contribuyen directamente con las diátesis trombóticas interfiriendo con las reacciones hemostáticas que ocurren in vivo en las membranas fosfolípídicas.

## Anticuerpos anticardiolipinas (aCL)
La cardiolipina es un fosfolípido aniónico, de importancia histórica como componente de los reactivos en la serología de sífilis. Actualmente forma parte de la composición antigénica utilizada en los test de VDRL junto con lecitina y colesterol
En 1983 Harris y colaboradores desarrollaron un radioinmunoensayo en fase sólida para detectar aCL utilizando cardiolipina como antígeno. Este ensayo probó ser más sensible que el clásico VDRL, en la detección de aPL. Sin embargo, además de detectar aCLs, este ensayo además detecta anticuerpos que se unen a proteínas del suero o plasma (cofactores proteicos) que se unen a la cardiolipina que cubre la placa, en particular la β2Glicoproteína I.

## Anticoagulante lúpico (AL)
La medición de anticoagulante lúpico es, en realidad, una medida funcional de la capacidad de diferentes tipos de anticuerpos antifosfolípidos para interferir con las etapas dependientes de fosfolípidos de las cascadas de coagulación in vitro. Paradójicamente los anticoagulantes lúpicos se encuentran asociados a tendencias trombóticas antes que a hemorragias.
Los ensayos de AL son una tarea tediosa. Su naturaleza heterogénea hace necesario llegar a un diagnóstico de acuerdo a un criterio de cribado y exclusión.
Sus cuatro pasos diagnósticos incluyen:
1. Cribado (por al menos dos ensayos diferentes).
2. Demostración de actividad inhibitoria.
3. Evidencia de su dependencia de fosfolípidos.
4. Exclusión de una coagulopatía asociada.

## Anti β2glicoproteína I (aβ2GPI)
En 1990 tres grupos independientes identificaron a la β2GPI como el cofactor en plasma requerido para que los aCL se unieran a la cardiolipina. β2GPI es una proteína normal plasmática, constituida por una cadena polipeptídica simple de 50KD. Su función es poco clara, a pesar de que parece funcionar como un anticoagulante natural.
Los aβ2GPI son más específicos que los aCL en la predicción de trombosis, diferenciando anticuerpos patogénicos de no patogénicos (p ej. en infección o inducidos por drogas), dado que la β2GPI es un cofactor de requerimiento absoluto para la unión de los aCL autoinmunes a la cardiolipina en los ensayos ELISA. Esta molécula tiene cinco dominios distintos. El dominio de unión a fosfolípidos se encuentra en el quinto dominio, estudios tempranos sugieren que el epítope para aCL se encuentra en el cuarto dominio, sin embargo, la evidencia actualmente sugiere que los epítopes mayores están en el dominio I.
Los estudios clínicos de aβ2GPI sugieren que la positividad en este ensayo está más estrechamente asociada con las manifestaciones clínicas del SAFL que la positividad convencional aCL. Esto es predominantemente debido a la especificidad diagnóstica mejorada, aunque los ensayos con aβ2GPI, han identificado además un pequeño número de pacientes que tienen manifestaciones clínicas de SAFL pero son negativos a los ensayos convencionales (mayor sensibilidad).

## Anticuerpos antiprotrombina (aPT)
La protrombina es una glicoproteína de cadena simple de 72KD, tres cadenas de carbohidratos y diez residuos γ-carboxiglutamato. La protrombina es la principal contribuyente al proceso de coagulación que se activa a trombina por el complejo tenaza formado por el factor Xa y V en presencia de calcio y fosfolípidos. Esta reacción de activación subsecuentemente desata la polimerización  del fibrinógeno a fibrina. La protrombina es una de las principales proteínas de unión a fosfolípidos, la cual fue reportada como cofactor del anticoagulante lúpico en 1959. Los anticuerpos antiprotrombina se detectan por ELISA utilizando protrombina unida a plaquetas irradiadas, o en complejos con fosfolípidos. Los anticuerpos antiprotrombina se encuentran frecuentemente en pacientes con SLE, y su presencia se encuentra asociada a trombosis. Mas significativamente, el 48% de los pacientes con características relacionadas con antifosfolípidos que resultaron negativos para los ensayos convencionales poseían anticuerpos antiprotrombina. Haciendo a estos anticuerpos potenciales marcadores para los SAF.

Tanto los aβ2GPI como los aPT tienen efectos anticoagulantes, es de esperar que los ensayos específicos ELISA al poder medir específicamente cada anticuerpo individualmente, ofrezcan una ventaja sobre los ensayos de coagulación, ya que estos últimos son sólo una estimación cualitativa de un fenómeno in vitro; o que al menos sus correlaciones con los resultados clínicos fueran más estrechas. Sin embargo dos recientes revisiones sistemáticas, parecen indicar que no existe suficiente justificación para el reemplazo de los test de coagulación por ELISA, por lo que todavía permanece como un área de debate.

## Otras especificidades.
Una variedad de anticuerpos dirigidos contra otras proteínas plasmáticas tales como la proteína C, la proteína S, la anexina V, y factor XII han sido reportados en pacientes con SAFL, sin embargo su significancia clínica es todavía poco clara y no constituyen un ensayo de rutina.